# Caserne du bataillon de garnison de Nijni Novgorod
La  caserne du bataillon de garnison (Казарма гарнизонного батальона) (de 1953 à 2009: état-major de la 22e armée de la Garde) est un édifice du patrimoine architectural d'importance régionale de Nijni Novgorod en Russie. Il a été construit en 1797-1806 selon les plans de l'architecte Iakov Ananine dans le style du classicisme russe.
Cet édifice fait partie de l'ensemble architectural du Kremlin de Nijni Novgorod, et délimite le côté sud de la place d'armes.

## Histoire

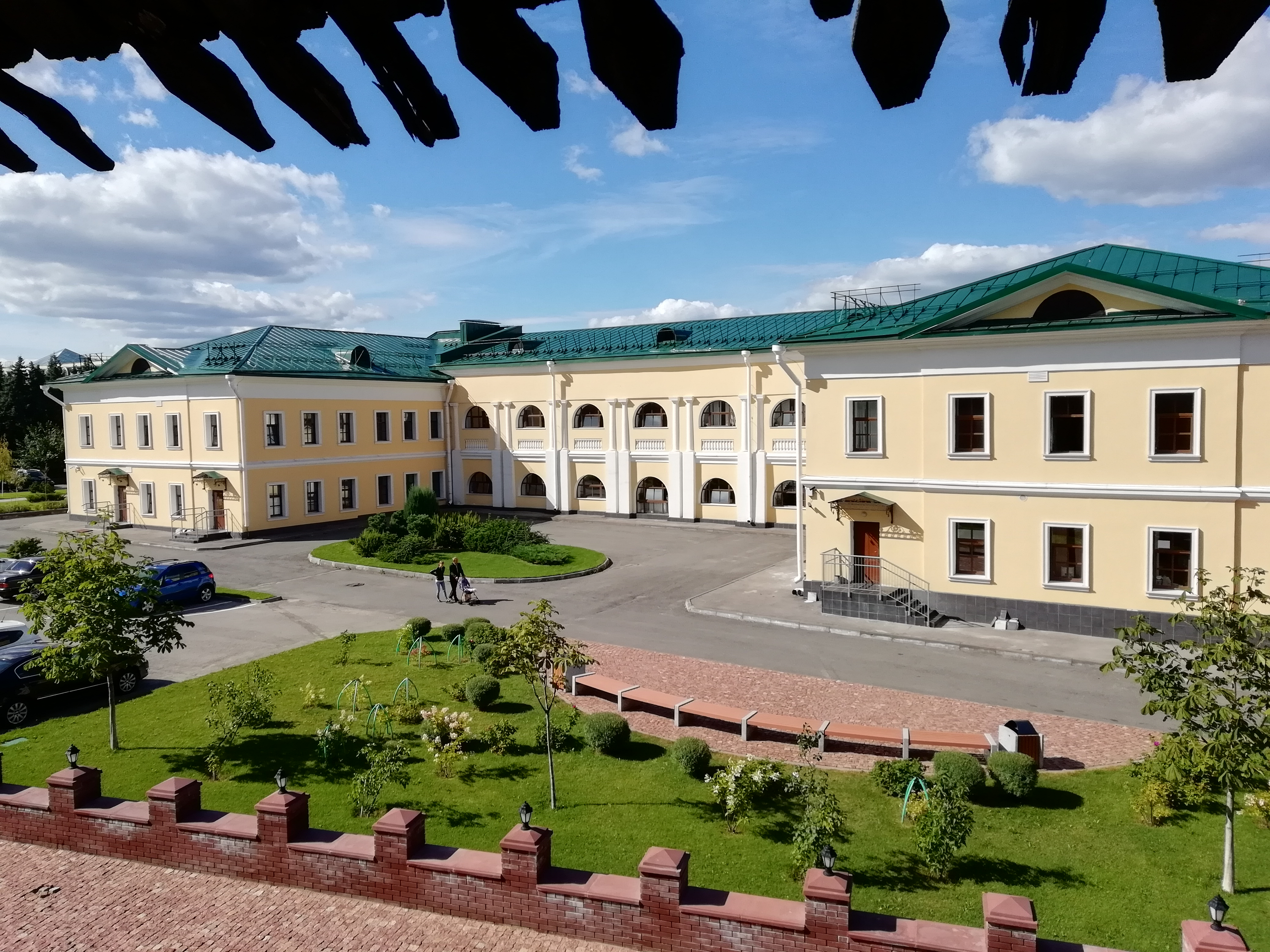
Vue de la façade sud à partir des remparts du Kremlin.

Un nouvel ensemble architectural donnant sur la place d'armes est prévu dans le premier plan d'urbanisme du dernier tiers du XVIIIe siècle, dans la partie ouest du Kremlin de Nijni Novgorod. Deux casernes sont construites en 1797-1806 d'après un oukaze de Paul Ier pour les familles des officiers du bataillon de garnison: l'une se trouve du côté sud de la place d'armes (bâtiment n° 10) et l'autre (bâtiment n° 7) à côté du palais du Gouverneur. Les plans sont de la main de l'architecte Ananine et les travaux sont menés par I.I. Neumeier.
L'édifice est modifié dans les années 1820. Sur un dessin conservé de l'architecte A. Melnikov, réalisé en 1825, l'on remarque que la façade d'honneur présente trois frontons, l'un au milieu de la façade principale et deux sur les côtés. Sur un panorama du kremlin de 1827, les frontons n'existent plus. Sur le plan de fixation de Nijni Novgorod de 1853, le bâtiment a une structure en forme de U, qui a survécu jusqu'à ce jour. Tout au long du XIXe siècle, le bâtiment a été utilisé conformément à sa destination.
Selon l'historien local Nikolaï Khramtsovski en 1859: « Jusqu'en 1827, l'édifice était occupé par un bataillon de cantonistes, aujourd'hui un régiment de musique de fusiliers l'occupe, ainsi que des ateliers et le commandement de l'arsenal. » Pendant la période soviétique, l'édifice sert au début de bâtiment administratif, puis on y installe la garnison de Nijni Novgorod.
Deux plaques mémorielles se trouvent sur la façade nord:
- «Dans ce bâtiment de 1953à 2009, se trouvaient l'administration et l'état-major de la 22e armée de la garde de l'armée interarmes du Drapeau rouge de Königsberg (13e corps de fusiliers de la garde)».
- «D'ici, la 17e division du Drapeau rouge de Gorki[2] se rendit à la frontière occidentale et entra dans une bataille sanglante sous le commandement du major général T.K. Batsanov (1894-1941)».

Une autre plaque se trouve du côté est: «C'est dans ce bâtiment qu'en 1962-1966 travailla le lieutenant-général héros de l'Union soviétique Ivan Ivliev».

## Aujourd'hui

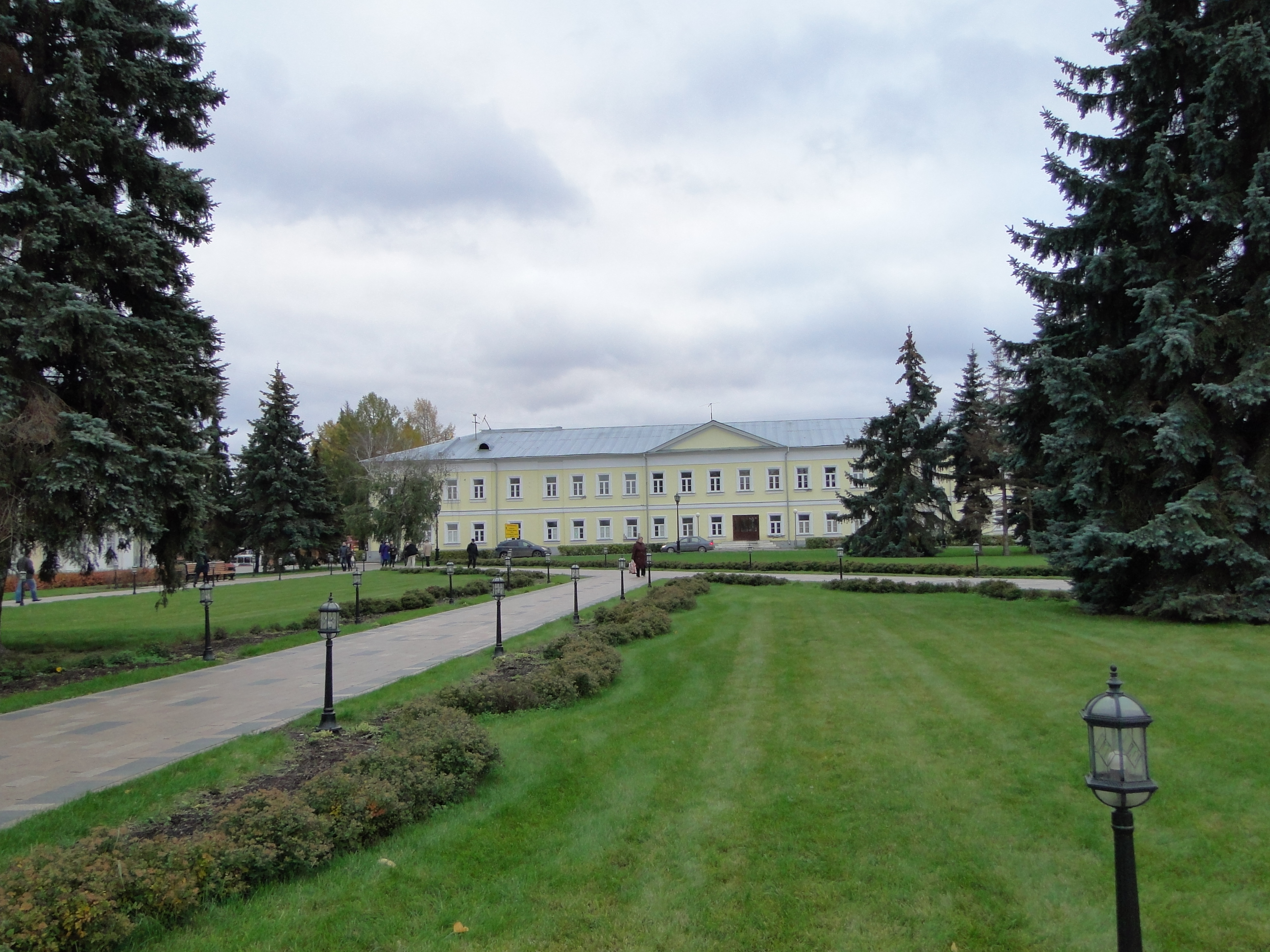
Façade d'honneur.

Aujourd'hui, l'édifice du bâtiment n° 10 de l'ancien état-major abrite le ministère de la culture et du sport de l'oblast de Nijni Novgorod, la cour des comptes et la comission électorale de l'oblast, ainsi que les bureaux régionaux de l'administration du « Centre 800 » organisateur d'événements de masse. Ces administrations et bureaux régionaux divers quittent les bâtiments en 2020. Il est prévu d'y installer un musée.